# گوناروش
گوناروش (به صربی: Gunaroš) یک منطقهٔ مسکونی در صربستان است که در Bačka Topola Municipality واقع شده‌است. گوناروش ۱٬۴۴۱ نفر جمعیت دارد.